# Shakuntala Devi
Shakuntala Devi (Bangalore, 4 de novembro de 1929 – Bangalore, 21 de abril de 2013), popularmente conhecida como "computador humano", foi uma calculadora mental e escritora indiana. Entrou para o Guinness World Records, em 1982, ao acertar em apenas 28 segundos no resultado de uma multiplicação de dois números ao acaso com 13 dígitos cada.

## Biografia
Shakuntala Devi nasceu no dia 4 de Novembro de 1929, em Bangalore, na Índia, numa família circense. Shakuntala revelou o dom para a matemática aos três anos de idade, quando o pai lhe tentava ensinar um truque com cartas. Aos cinco anos, já conseguia resolver mentalmente puzzles aritméticos com grau de dificuldade elevado.
Entre as décadas de 1950 e 1970, venceu várias competições matemáticas contra computadores, incluindo o cálculo da raiz cúbica de 188 132 517.
Em 1982 entrou para o Livro dos Recordes ao conseguir acertar, em 28 segundos, no resultado de uma multiplicação de dois números ao acaso com 13 dígitos cada.
Morreu em 21 de abril de 2013 devido a problemas respiratórios. No mesmo ano, no dia 4 de novembro, data em que faria 84 anos, foi homenageada pela Google com um doodle.

## Livros
Devi escreveu inúmeros livros, entre os quais:
- Puzzles to Puzzle You (Nova Deli: Orient, 2005). ISBN 978-81-222-0014-0
- More Puzzles to Puzzle You (Nova Deli: Orient, 2006). ISBN 978-81-222-0048-5
- Book of Numbers (Nova Deli: Orient, 2006). ISBN 978-81-222-0006-5
- Perfect Murder (Nova Deli: Orient, 1976), OCLC 3432320
- The World of Homosexuals (Vikas Publishing House, 1977), ISBN 978-0706904789[9][10]
- Figuring: The Joy of Numbers (Nova York: Harper & Row, 1977), ISBN 978-0-06-011069-7, OCLC 4228589
- In the Wonderland of Numbers (Nova Deli: Orient, 2006). ISBN 978-81-222-0399-8
- Super Memory: It Can Be Yours (Nova Deli: Orient, 2011). ISBN 978-81-222-0507-7; (Sydney: New Holland, 2012). ISBN 978-1-74257-240-6, OCLC 781171515
- Mathability: Awaken the Math Genius in Your Child (Nova Deli: Orient, 2005). ISBN 978-81-222-0316-5
- Astrology for You (Nova Deli: Orient, 2005). ISBN 978-81-222-0067-6